# 湫岩站
湫岩站（：／ Chuam yeok */?）是三陟线沿線的一座鐵路車站，位於韓國江原道東海市北坪洞，有海列车停靠。

## 历史
- 1999年5月1日 - 落成使用[1]。

## 车站周边
- 湫岩海水浴場

## 相鄰車站
韓國鐵道公社
三陟線
東海－湫岩－三陟海邊